# Daevid Allen Trio
Het Daevid Allen Trio is een kort levende Britse band. Het is een van de voorlopers van wat later de Canterbury-scene genoemd wordt
Het Daevid Allen trio treedt een aantal malen op in 1963. Het trio bestaat uit Daevid Allen, Hugh Hopper en Robert Wyatt. Mike Ratledge doet op een aantal optredens mee op piano.

Het is nog in de begindagen van wat later een bijzondere generatie van musici zal worden. De muziek die gemaakt wordt is gebaseerd op door Allen gedragen poëzie, met een begeleiding van de anderen met een soms duidelijk jazzy inslag. De muziek van de latere formaties waarin ze zullen spelen zoals Soft Machine en Gong is hier nog niet in te herkennen.

## Discografie
Er is maar één opname bekend van het Daevid Allen Trio. Het is een oude opname, uitgebreid geremasterd. De opname is uit 1963, de heruitgave uit 1993.
- 1993 - Live 1963